# Concepto de solución

Selección de refinamientos de equilibrio en la teoría de juegos. Las flechas apuntan a partir de un refinamiento para el concepto más general (i.e., ESS Proper).

En la teoría de juegos, un concepto de solución es una regla formal para predecir cómo se jugará un partido. Estas predicciones se denominan "soluciones", y describir las estrategias que se adopten por los jugadores y, por lo tanto, el resultado del juego. Los conceptos de solución más comúnmente utilizados son conceptos de equilibrio , el más famoso de ellos es el equilibrio de Nash .
Muchos de los conceptos de solución, para muchos juegos, darán lugar a más de una solución. Esto pone una cualquiera de las soluciones de duda, por lo que un juego teórico puede aplicar un refinamiento para reducir las soluciones. Cada concepto de solución sucesiva se presenta en la siguiente mejora a su predecesora mediante la eliminación de los equilibrios inverosímiles ricos en juegos.